# Бронзит, Константин Эдуардович
Константи́н Эдуа́рдович Бронзи́т (род. 12 апреля 1965, Ленинград) — советский и российский художник-аниматор, сценарист, режиссёр анимационных фильмов, актёр озвучивания. Лауреат международных премий, член Национальной французской академии кинематографических искусств, с 2009 года член Американской Академии кинематографических искусств «Оскар». Номинант на премию Французской академии кинематографических искусств «Сезар» в категории «Лучший короткометражный фильм» (2001, мультфильм «На краю земли»). Двукратный номинант на премию «Оскар» в категории «Лучший анимационный короткометражный фильм» за мультфильмы «Уборная история — любовная история» (2009) и «Мы не можем жить без космоса» (2016). Заслуженный деятель искусств Российской Федерации (2006). Лауреат Премии Президента Российской Федерации (2016).

## Биография
Родился 12 апреля 1965 года в Ленинграде.
В 1983 году окончил Среднюю художественную школу им. Иогансона при Институте живописи, скульптуры и архитектуры имени И. Репина. После школы пошёл работать художником-мультипликатором в цех мультипликации студии «Леннаучфильм», где снял свой первый мультфильм — «Карусель» (сборник «Очень маленькие трагедии», 1988).
В 1992 году окончил вечернее отделение факультета дизайна Санкт-Петербургского высшего художественно-промышленного училища имени В. Мухиной. В 1995 году окончил отделение режиссуры анимационного кино на Высших режиссёрских курсах (мастерская Хитрука Ф. С., Назарова Э. В., Норштейна Ю. Б., Хржановского А. Ю.).
В 1993—1995 годы учился и работал сценаристом, режиссёром и аниматором на студии «Пилот», где создал несколько короткометражных мультфильмов: «Пережёвывай» (1993), «Тук-тук» (1993), «Пустышка» (1994).
В 1996—1999 годах работал на петербургской студии «Позитив-ТВ», где создавал графические и анимационные заставки для знаменитой юмористической программы «Городок». Также был режиссёром множества рекламных роликов и телезаставок (среди них — реклама «Чай Милфорд», заставка «MTV Россия» и многие другие).

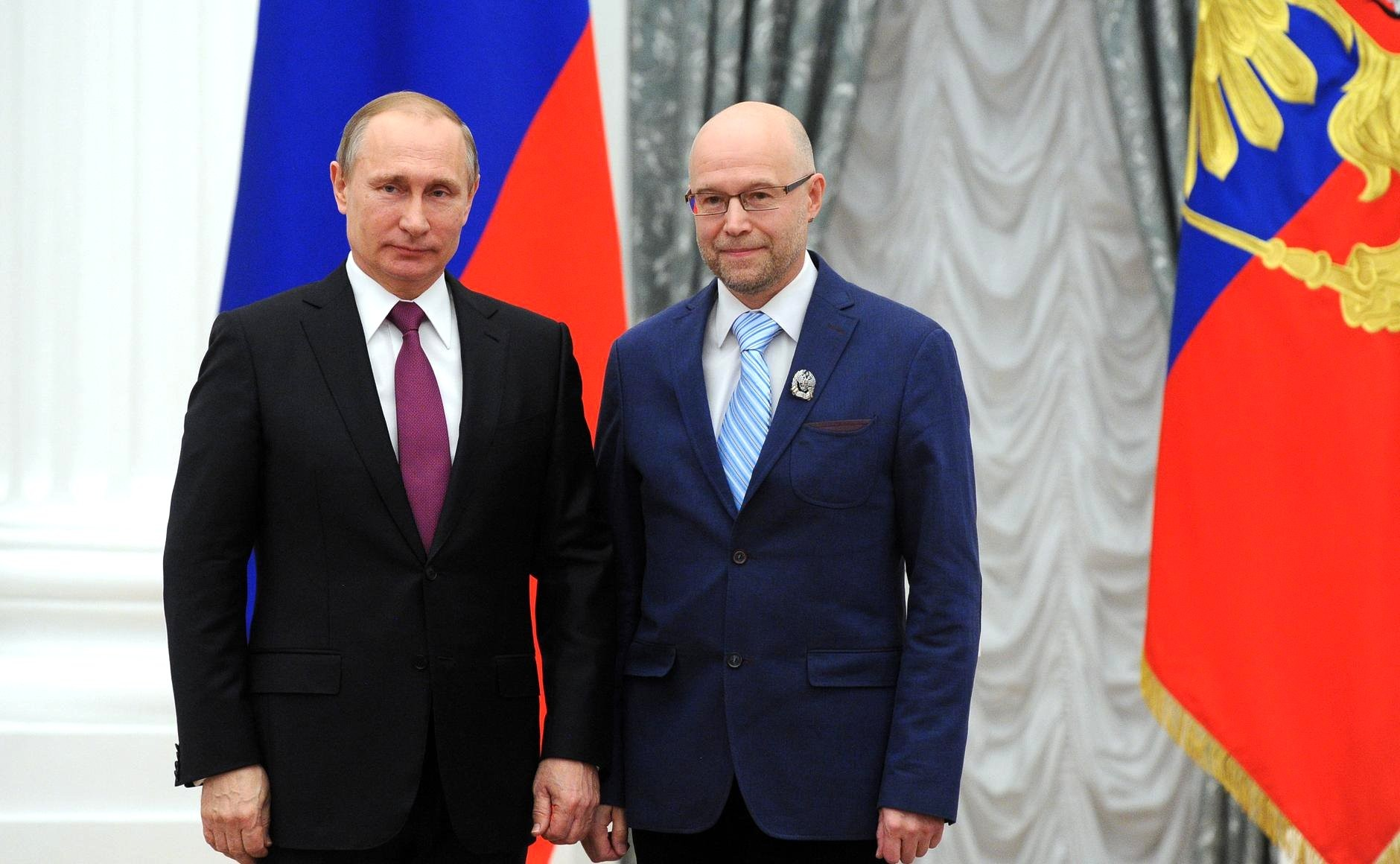
Вручение Премии Президента в области литературы и искусства за произведения для детей и юношества 2015 года

В 1998—1999 году жил и работал во Франции (студия «Folimage», мультфильм «На краю земли»).
С 1999 года — на студии анимационного кино «Мельница» (Петербург), где в качестве главного консультанта и художественного руководителя принимал участие в работе над анимационным сериалом
«Приключения в Изумрудном городе» и полнометражным анимационным фильмом «Карлик Нос».
С 2003 года преподаёт в СПбГУП. Ведет авторский курс «Компьютерная графика и анимация».
В 2004 году как режиссёр осуществил постановку полнометражного анимационного фильма «Алёша Попович и Тугарин Змей». Также озвучил злодея фильма — Тугарина Змея.
В 2005 — режиссёр мультфильма «Кот и лиса» из цикла «Гора самоцветов». За снятый в 2007 году мультфильм «Уборная история — любовная история» в 2009 году был номинирован на премию «Оскар».
За снятый в 2014 году мультфильм «Мы не можем жить без космоса» в 2016 году также был номинирован на премию «Оскар».
Помимо мультипликационных работ известны также его карикатурные работы (приз «Серебряный карандаш» международного конкурса карикатуры «Сатирикон» в Легнице (1988, 1990, Польша), «Серебряная башня» и другие).

## Цитата
«Формула успеха» предельно проста: если фильм (как коммерческий, так и авторский) получится интересным (уж простите за банальное слово) — он всегда будет замечен мировой общественностью. Специально же для этой мировой общественности создавать ничего не надо. Она просто в этом не нуждается.

## Фильмография

### Мультфильмы
| Год              | Фильм                                                         | Страна                     | Участие                                                                                                  |
| ---------------- | ------------------------------------------------------------- | -------------------------- | --- |
| 1988             | Жизнь — явление космическое (анимационные вставки)            | СССР                       | Художник-аниматор                                                                                        |
| 1988             | Очень маленькие трагедии (сюжет «Карусель»)                   | СССР                       | Режиссёр-постановщик Автор сценария Художник-постановщик Художник-аниматор                               |
| 1989             | Берегите тишину                                               | СССР                       | Режиссёр-постановщик Автор сценария Художник-постановщик Художник-аниматор                               |
| 1989             | Стресс                                                        | СССР                       | Режиссёр-постановщик Автор сценария Художник-постановщик Художник-аниматор                               |
| 1990             | Дождь                                                         | СССР                       | Художник-постановщик Художник-аниматор                                                                   |
| 1991             | Кубороид                                                      | СССР                       | Режиссёр, сценарист, художник, аниматор                                                                  |
| 1991             | Не отвлекайся!                                                | СССР                       | Режиссёр, сценарист, художник, аниматор                                                                  |
| 1991             | Берегите зубы                                                 | СССР                       | Режиссёр, сценарист, художник, аниматор                                                                  |
| 1993             | Тук-тук                                                       | Россия                     | Режиссёр, сценарист, художник, аниматор                                                                  |
| 1993             | Пережёвывай! (англ. «Fare Well»)                              | Россия                     | Режиссёр, сценарист, художник                                                                            |
| 1994             | Пустышка» (англ. «Pacifier»)                                  | Белоруссия                 | Режиссёр, сценарист, художник                                                                            |
| 1994             | Свичкрафт («Switchcraft»)                                     | Россия                     | Режиссёр, сценарист, художник                                                                            |
| 1996             | Memento mori                                                  | Россия                     | Режиссёр, сценарист, художник, аниматор                                                                  |
| 1997             | Die Hard («Крепкий орешек»)                                   | Россия                     | Режиссёр, сценарист, художник, аниматор                                                                  |
| 1998             | На краю земли (фр. «Au bout du monde»)                        | Франция                    | Режиссёр, сценарист, художник, аниматор                                                                  |
| 2000             | Приключения в Изумрудном городе                               | Россия                     | Главный консультант                                                                                      |
| 2002             | Жила-была старая леди (англ. «There Was an Old Lady»)         | Великобритания             | Режиссёр                                                                                                 |
| 2002             | Век анимации (англ. «Animated Century», анимационные вставки) | Россия/Германия/Нидерланды | Аниматор, проработка персонажей (дизайнер персонажей англ. character designer)                           |
| 2003             | Божество (англ. «The God»)                                    | Россия                     | Режиссёр, сценарист, художник, аниматор                                                                  |
| 2003             | Карлик Нос                                                    | Россия                     | Художественный руководитель                                                                              |
| 2004             | Дом, который построил Джек (англ. «House That Jack Built»)    | Великобритания             | Режиссёр                                                                                                 |
| 2004             | Кот и лиса (из телевизионного цикла «Гора самоцветов»)        | Россия                     | Режиссёр-постановщик, сценарист (адаптация), художник-постановщик                                        |
| 2004             | Алёша Попович и Тугарин Змей                                  | Россия                     | Режиссёр-постановщик, сценарист                                                                          |
| 2006             | Уборная история — любовная история (англ. Lavatory Lovestory) | Россия                     | Режиссёр, сценарист, художник-постановщик, аниматор                                                      |
| 2006—наст. время | Лунтик и его друзья (мультсериал)                             | Россия                     | Супервайзер по аниматикам (неизвестные эпизоды), сценарист (эпизоды «Ягодка» и «Искусство»), консультант |
| 2009             | Правдивая история о трёх поросятах                            | Россия                     | Режиссёр                                                                                                 |
| 2013             | Иван Царевич и Серый Волк 2                                   | Россия                     | Режиссёр эпизодов (вступление / Песня Кота учёного)                                                      |
| 2014             | Мы не можем жить без космоса                                  | Россия                     | Режиссёр, сценарист, аниматор                                                                            |
| 2016             | Popcorn                                                       | Россия                     | Режиссёр, сценарист, художник-постановщик, аниматор                                                      |
| 2018             | Царевны (мультсериал)                                         | Россия                     | Режиссёр                                                                                                 |
| 2018             | Три богатыря и наследница престола                            | Россия                     | Режиссёр, сценарист                                                                                      |
| 2019             | Он не может жить без космоса                                  | Россия                     | Режиссёр, сценарист, композинг                                                                           |
| 2020             | Конь Юлий и большие скачки                                    | Россия                     | Режиссёр титров                                                                                          |
| 2021             | Три богатыря и Конь на троне                                  | Россия                     | Режиссёр титров                                                                                          |
| 2024             | Лунтик и большое путешествие                                  | Россия                     | режиссёр, сценарист                                                                                      |

### Актёр озвучивания
Озвучивал черновые версии фильмов студии «Мельница» с 2003 по 2012 годы (позже его сменил Александр Боярский) и продолжает писать черновые версии для мультсериалов «Лунтик», «Барбоскины» и «Царевны»
- Карлик Нос (2003) — Обер-гофмейстер/ старуха («Яков был красавец, а этот!»)
- Алёша Попович и Тугарин Змей (2004) — Тугарин Змей / ростовчанин («Да на кол их посадить!») / живодёры
- Лунтик и его друзья (2006—2023) — Жаба Клава / Захар / Тётя Мотя (часть серий) / Лягушка, похожая на жабу Клаву (32 серия) / Паук Шнюк (274 серия; реплика «Позор!»)
- Маленькая Василиса (2007) — Баба-Яга
- Три богатыря и Шамаханская царица (2010) — Ворон / Князь Киевский и Конь Юлий (реплика «Алёша?!»)
- Барбоскины (2011—2016) — Лягушонок
- Иван Царевич и Серый Волк (2011) — Император
- Три богатыря на дальних берегах (2012) — Кролики
- Иван Царевич и Серый Волк 3 (2015) — Щука
- Три богатыря и наследница престола (2018) — Леонид
- Царевны (2018—2022) — Избушка на курьих ножках
- Лунтик: Возвращение домой (2024) — Многоножка
- Иван Царевич и Серый Волк 6 (2024) — Щука

### Мультипликационные ролики и заставки
| Год                                              | Произведение                                   | Участие                                                                 |
| Реклама                                          | Реклама                                        | Реклама                                                                 |
| ------------------------------------------------ | ---------------------------------------------- | ----------------------------------------------------------------------- |
| 1996                                             | «Чай Милфорд»                                  | Режиссёр, художник, аниматор                                            |
| 1996                                             | «Брал»                                         | Художник, аниматор                                                      |
| 1997                                             | «Сотовая связь GSM»                            | Режиссёр, сценарист, художник, аниматор                                 |
| 1997                                             | «Фолио-пресс»                                  | Режиссёр, сценарист, художник, аниматор                                 |
| 1997                                             | «Stop»                                         | Режиссёр, сценарист, художник, аниматор                                 |
| 1997                                             | «Битка»                                        | Режиссёр, сценарист, художник                                           |
| 1999                                             | «Краски „Тэкса“»                               | Художник, аниматор                                                      |
| 2000                                             | «Рунит»                                        | Режиссёр, аниматор                                                      |
| 2000                                             | «Хлебный дом»                                  | Режиссёр, сценарист, художник, аниматор                                 |
| 2001                                             | «GSM»                                          | Режиссёр, сценарист, художник, аниматор                                 |
| 2001                                             | «Магазин „Пактор“»                             | Режиссёр, сценарист, художник, аниматор                                 |
| 2001                                             | «Малышок»                                      | Режиссёр, художник, аниматор                                            |
| 2001                                             | «О-ба-на»                                      | Режиссёр, сценарист, художник, аниматор                                 |
| 2001                                             | «Пекарь»                                       | Режиссёр, сценарист, художник, аниматор                                 |
| 2001                                             | «Царская икра»                                 | Режиссёр, художник, аниматор                                            |
| 2002                                             | «Замки „Чиза-Эльбор“»                          | Режиссёр, сценарист, художник, аниматор                                 |
| 2002                                             | «Шоколад „Белые ночи“»                         | Режиссёр, сценарист, художник, аниматор                                 |
| 2006                                             | «Рекламный ролик 1 магазина одежды „Пактор“»   | Режиссёр, сценарист, художник-постановщик, художник, аниматор, оператор |
| 2008                                             | «Рекламный ролик № 2 магазина одежды „Пактор“» | Режиссёр, сценарист, художник-постановщик, художник, аниматор, оператор |
| 2010                                             | «Рекламный ролик мебельного центра „Аквилон“»  | Режиссёр                                                                |
| Тв заставки, графическое оформление тв программ. |                                                |                                                                         |
| 1996                                             | «MTV»                                          | Режиссёр, сценарист, художник, аниматор                                 |
| 2002                                             | Графика программы «В Городке»                  | Режиссёр, сценарист, художник, аниматор                                 |
| 2002                                             | Графика программы «Городок»                    | Режиссёр, сценарист, художник, аниматор                                 |
| 2006                                             | Заставка программы «Городок»                   | Режиссёр, сценарист, художник, аниматор                                 |

### Съёмка в документальных фильмах
- 2002 «Мир анимации — анимация мира» (телевизионный, Россия)[2]

## Награды, призы, премии и звания
- Заслуженный деятель искусств Российской Федерации (6 июля 2006) — за заслуги в области искусства[13]
- Благодарность Министерства культуры Российской Федерации (7 сентября 2012) — за большой вклад в развитие анимационного кино, многолетнюю плодотворную работу и в связи со 100-летним юбилеем российской анимации[14]
- Премия Президента Российской Федерации в области литературы и искусства за произведения для детей и юношества (23 марта 2016) — за вклад в развитие отечественного анимационного кино[15]
- Медаль ордена «За заслуги перед Отечеством» II степени (27 июня 2023) — за заслуги в научно-педагогической деятельности, подготовке квалифицированных специалистов и многолетнюю добросовестную работу[16]

### Призы и премии за фильмы
| Мультфильм                              | Год  | Организация, мероприятие                                                                     | Вид награды |
| --------------------------------------- | ---- | -------------------------------------------------------------------------------------------- | --- |
| Пустышка                                | 1994 | Приз Российской киноакадемии «Зеленое яблоко — золотой листок»                               | «Лучшему режиссёру анимационного кино» |
| Пустышка                                | 1995 | Международный кинофестиваль «КРОК»                                                           | Специальный приз жюри— спец.приз на МКФ «Крок-95» |
| Пустышка                                | 1995 | Дрезденский международный кинофестиваль                                                      | Диплом жюри |
| Switchcraft («Свичкрафт»)               | 1994 | Кинофестиваль «Фесан»                                                                        | Приз «Серебряный полкан» |
| Switchcraft («Свичкрафт»)               | 1995 | «Окно в Европу»                                                                              | Специальный приз жюри, Специальный приз жюри Российской Европейской Киноассоциации                                                                                  |
| Switchcraft («Свичкрафт»)               | 1995 | Международный кинофестиваль «КРОК»                                                           | Специальный приз жюри |
| Switchcraft («Свичкрафт»)               | 1995 | Международный фестиваль анимационного кино в Аннеси (Франция)                                | Гран-при за лучший короткометражный анимационный фильм |
| Тук-тук                                 | 1995 | Международный кинофестиваль славянских и православных народов «Золотой Витязь»               | Приз «Серебряный Витязь» за лучший анимационный фильм |
| Крепкий орешек («Die Hard»)             | 1997 | Международный фестиваль неигрового кино «BALTSCUM FILM and TV FESTIVAL» в Борнхольме (Дания) | Специальный Приз жюри |
| Крепкий орешек («Die Hard»)             | 1998 | Международный фестиваль анимационного кино в Аннеси                                          | Гран-при (категория телевизионных фильмов) |
| Крепкий орешек («Die Hard»)             | 1999 | Международный фестиваль короткометражных фильмов в Гамбурге                                  | Приз публики |
| Крепкий орешек («Die Hard»)             | 1999 | Анимационный кинофестиваль «Anima Mundi» (в Рио-де-Жанейро и Сан-Паулу, Бразилия)            | 1-й приз, Приз публики за лучший короткий видеофильм |
| На краю земли (более 70 наград)         | 1999 | Фестиваль детского анимационного кино «Золотая рыбка»                                        | Гран-при международного жюри, Первый приз детского жюри в номинации «Самый веселый фильм»                                                                           |
| На краю земли (более 70 наград)         | 1999 | Международный кинофестиваль «Просто смех» в Монреале                                         | Приз публики |
| На краю земли (более 70 наград)         | 1999 | Международный фестиваль анимационных фильмов «КРОК»                                          | Специальный Приз жюри «За самый смешной фильм» |
| На краю земли (более 70 наград)         | 1999 | Международный кинофестиваль «Послание к человеку»                                            | Приз «Кентавр» за лучший анимационный фильм |
| На краю земли (более 70 наград)         | 1999 | Международный фестиваль анимационного кино в Аннеси                                          | Специальный Приз жюри, Приз публики, Приз «За самый смешной фильм»                                                                                                  |
| На краю земли (более 70 наград)         | 1999 | Международный фестиваль детских и юношеских фильмов в Злине                                  | Приз города Злин |
| На краю земли (более 70 наград)         | 1999 | Международный фестиваль короткометражных фильмов в Гамбурге                                  | Второй приз |
| На краю земли (более 70 наград)         | 1999 | Международный фестиваль фильмов для молодежи в Потсдаме                                      | Приз «За лучший анимационный фильм» |
| На краю земли (более 70 наград)         | 1999 | Общероссийский фестиваль анимации в Тарусе                                                   | Гран-при, Приз публики, Приз журнала «Кино Парк» |
| На краю земли (более 70 наград)         | 1999 | Чикагский международный фестиваль фильмов для детей                                          | Приз детского жюри «Лучший короткометражный анимационный фильм и видео»                                                                                             |
| На краю земли (более 70 наград)         | 1999 | Неделя короткометражных фильмов в Регенсбурге                                                | Приз публики (международный конкурс) |
| На краю земли (более 70 наград)         | 1999 | Международный кинофестиваль в Вальядолиде                                                    | Приз «Золотая змея» за короткометражный фильм |
| На краю земли (более 70 наград)         | 2000 | Международный кинофестиваль славянских и православных народов «Золотой Витязь»               | Приз «Серебряный Витязь» за лучший анимационный фильм |
| На краю земли (более 70 наград)         | 2000 | Фестиваль «Shortsfest» в Аспене (США)                                                        | Приз «Анимационный глаз» |
| На краю земли (более 70 наград)         | 2000 | Клермон-Ферранский международный фестиваль короткометражных фильмов                          | Won Audience Award (National Competition), Press Award (National Competition), Talent Award (National Competition)                                                  |
| На краю земли (более 70 наград)         | 2000 | Краковский кинофестиваль                                                                     | Приз «Серебряный дракон» за лучший анимационный фильм |
| На краю земли (более 70 наград)         | 2000 | Дрезденский кинофестиваль                                                                    | Приз зрителей (международный конкурс), Третье место в номинации «Лучший анимационный фильм» (международный конкурс, разделил с фильмом «When the Day Breaks», 1999) |
| На краю земли (более 70 наград)         | 2000 | Международный кинофестиваль в Оденсе (Дания)                                                 | Приз «Лучшее воображение в фильме» (англ. Most Imaginative Film) |
| На краю земли (более 70 наград)         | 2000 | Международный анимационный фестиваль в Оттаве                                                | Премия «За юмор» имени Гордона Брюса |
| На краю земли (более 70 наград)         | 2000 | Висконсинский международный фестиваль фильмов для детей                                      | Премия «WisKid» за короткометражный анимационный фильм для возраста 7-13 лет                                                                                        |
| На краю земли (более 70 наград)         | 2000 | Загребский всемирный фестиваль анимационных фильмов                                          | Приз Хорватской ассоциации кинокритиков, Первый приз в категории «B» — от 6 мин до 15 мин                                                                           |
| На краю земли (более 70 наград)         | 2001 | Премия «Сезар»                                                                               | Номинация на премию за «Лучший короткометражный фильм» (фр. Meilleur court métrage)                                                                                 |
| Божество                                | 2004 | Международный кинофестиваль в Берлине                                                        | Участие в Программе «Kinderfilmfest» |
| Божество                                | 2003 | Фестиваль короткометражных фильмов в Драме                                                   | Приз «Лучший анимационный фильм» (международный конкурс) |
| Божество                                | 2004 | Шведский фестиваль фантастического кино                                                      | Приз публики за лучший короткометражный анимационный фильм |
| Алёша Попович и Тугарин Змей            | 2005 | Приз Петербургской ассоциации кинокритиков                                                   | В номинации «Лучший анимационный фильм года» |
| Алёша Попович и Тугарин Змей            | 2005 | Российский кинофестиваль «Литература и кино» в Гатчине                                       | Приз жюри «Режиссёру, остроумно и красочно трактующего сюжеты русского фольклора»                                                                                   |
| Алёша Попович и Тугарин Змей            | 2005 | Фестиваль «Сказка» в Москве                                                                  | Гран-при детского жюри |
| Алёша Попович и Тугарин Змей            | 2005 | Фестиваль сатиры и юмора в Санкт-Петербурге                                                  | Приз «Золотой Остап» за лучший п/м анимационный фильм |
| Алёша Попович и Тугарин Змей            | 2005 | Международный фестиваль фильмов для юношеской аудитории «Ale Kino!»                          | «Золотой познанский козёл» |
| Гора самоцветов (цикл)                  | 2005 | Премия «Золотой Орёл»                                                                        | За лучший анимационный фильм |
| Кот и лиса (из цикла «Гора самоцветов») | 2005 | Кинофестиваль «Окно в Европу» в Выборге                                                      | Приз «Золотая ладья» в конкурсе анимационного кино |
| Кот и лиса (из цикла «Гора самоцветов») | 2005 | Кинофестиваль детского анимационного кино «Золотая рыбка»                                    | Приз за лучший фильм для юных зрителей |
| Кот и лиса (из цикла «Гора самоцветов») | 2005 | Общероссийский фестиваль анимационных фильмов в Суздале                                      | Приз за лучшую режиссуру |
| Кот и лиса (из цикла «Гора самоцветов») | 2007 | Международный кинофестиваль семейных и детских фильмов «Верное сердце»                       | Второе место |
| Уборная история — любовная история      | 2007 | Кинофестиваль «Окно в Европу» в Выборге                                                      | Диплом «За мастерство и поэтичность» |
| Уборная история — любовная история      | 2007 | Кинофестиваль детского анимационного кино «Золотая рыбка»                                    | Приз за лучший юмористический фильм |
| Уборная история — любовная история      | 2007 | Международный кинофестиваль «КРОК»                                                           | Диплом «За виртуозность и прозрачность» (конкурс от 5 до 10 минут)                                                                                                  |
| Уборная история — любовная история      | 2007 | Международный кинофестиваль Anima Mundi в Сан-Пауло                                          | Лучший анимационный фильм |
| Уборная история — любовная история      | 2007 | Общероссийский фестиваль анимационных фильмов в Суздале                                      | Третье место в профессиональном рейтинге, Приз за лучшую драматургию                                                                                                |
| Уборная история — любовная история      | 2008 | Международный фестиваль короткометражных кино в Аспене                                       | Приз «Анимационный глаз» |
| Уборная история — любовная история      | 2009 | Премия «Оскар» Американской академии киноискусства                                           | Номинация в категории «Лучший анимационный короткометражный фильм»                                                                                                  |
| Правдивая история о трёх поросятах      | 2008 | Премия «Ника»                                                                                | За лучший анимационный фильм |
| Правдивая история о трёх поросятах      | 2009 | Премия «Золотой орёл»                                                                        | За лучший анимационный фильм |
| Мы не можем жить без космоса            | 2016 | Премия «Оскар» Американской академии киноискусства                                           | Номинация в категории «Лучший анимационный короткометражный фильм»                                                                                                  |
| Три богатыря и наследница престола      | 2018 | XXIV ОРФАК Суздаль-2019                                                                      | Приз за лучший полнометражный фильм |
| Он не может жить без космоса            | 2020 | Кинопремия «Икар»                                                                            | Главный приз |
| Он не может жить без космоса            | 2020 | Премия «На Благо Мира»                                                                       | Первая премия в номинации «Анимация» |
| Он не может жить без космоса            | 2019 | Премия «Ника»                                                                                | За лучший анимационный фильм |
| Он не может жить без космоса            | 2020 | Открытый российский фестиваль анимационного кино                                             | Приз за лучший короткометражный фильм |

## Призы и премии за карикатуры
- «Серебряный карандаш»
- «Сатирикон» в Легнице (1988, 1990)
- «Серебряная плакетка» в Анконе (1992, 1993)
- Гран-при в Англете (1994)

## Гражданская позиция
В сентябре 2019 года подписал открытое письмо создателей анимационного кино с требованием пересмотра дел всех обвиняемых по т. н. «Московскому делу». В 2020 году Константин Бронзит вместе с другими аниматорами выступил в поддержку фигурантов дела «Сети».